# Indice universel du climat thermique
L’indice universel du climat thermique (en  anglais Universal  Thermal Climate Index, UTCI) est un indicateur de mesure créé par la Société internationale de biométéorologie (ISB) en 2009 dans le but de déterminer les conditions climatiques permettant le confort thermique du corps humain. Cet indice, qui s'exprime en degré, se distingue des indices concurrents comme l'humidex ou le refroidissement éolien en raison du plus grand nombre de facteurs dont il tient compte comme la température radiative moyenne permettant ainsi une estimation plus fine du confort thermique. Par ailleurs, l'indice a été conçu de manière à être fiable en toute saison et pour tout type de climat.

## Description
L'indice universel du climat thermique permet notamment de calculer le stress thermique ressenti par l'homme en combinant plusieurs paramètres comme la température, l'humidité ou la pression de la vapeur de l'eau, la vitesse du vent et la radiation thermique avec un modèle physiologique (Fiala et al, 2012), un   modèle d’habillement et une condition de référence (Błażejczyk et al. 2010, 2012, Bröde et al., 2012). Cet indice se veut être un outil de portée universelle capable d’aider les pays à améliorer l’information au public et aux décideurs en ce qui concerne l’environnement thermique et les implications des conditions thermiques dangereuses. 
L’échelle de l’indice universel de climat thermique est divisée en plusieurs niveaux correspondant à différents intervalles de températures,.
- Les conditions idéales où il n’y a aucun stress thermique se situent entre 9 et 26 °C ;
- Entre 26 et 46 °C et plus : on distingue quatre niveaux de stress de chaleur (modéré, fort, très fort et extrême) ;
- Entre 9 et -40 °C et moins : on distingue cinq niveaux de stress de froid (léger, modéré, fort, très fort et extrême).

Par exemple, un indice universel de climat thermique au-delà de 32 °C indique un fort stress de chaleur; s’il est sous -27 °C, il correspond un très fort stress de froid.